# Семёнов, Виктор Николаевич (учёный)
Виктор Николаевич Семёнов (1938—2003) — советский и российский учёный-медик, реаниматолог, доктор медицинских наук, профессор; член-корреспондент РАМН (1994).
Автор боле 150 научных работ, включая монографии.

## Биография
Родился 5 мая 1938 года в Москве.
В 1961 году с отличием окончил 1-й Московский медицинский институт им. И. М. Сеченова (ныне Первый Московский государственный медицинский университет имени И. М. Сеченова) и был принят на работу в Лабораторию экспериментальной физиологии по оживлению организма Академии медицинских наук СССР, где работал врачом анестезиологом-реаниматологом, а затем научным сотрудником. В 1966 году защитил кандидатскую диссертацию на тему «Восстановление жизненных функций организма, умирающего в результате нарушения коронарного кровообращения». С 1966 по 1968 год Виктор Семёнов — ассистент кафедры анестезиологии-реаниматологии Центрального ордена Ленина института усовершенствования врачей (ЦОЛИУВ, ныне Российская медицинская академия непрерывного профессионального образования); с 1968 по 1985 год — старший научный сотрудник клиники анестезиологии и реаниматологии 4-го Главного управления при Минздраве СССР.
В 1980 году защитил докторскую диссертацию на тему «Этрановый (этран-закисно-кислородный) наркоз и его влияние на основные функции организма : (Клинико-экспериментальное исследование)». С 1985 года В. Н. Семенов работал заместителем директора Института общей реаниматологии Российской академии медицинских наук по научной работе, а с 1988 по 1995 год являлся директором этого института. С 1995 года до конца жизни работал директором, а затем — заместителем директора Учебно-научного центра Медицинского центра Управления делами Президента Российской Федерации. Под его руководством защищены 2 докторские и 16 кандидатских диссертаций.
Одновременно с научной, В. Н. Семёнов занимался общественной деятельностью: много лет был председателем правления Всероссийского и членом правления Московского научных обществ анестезиологов и реаниматологов; являлся членом редколлегий журналов «Анестезиология и реаниматология», «Вестник интенсивной терапии», «Клинический вестник», «Реаниматология и интенсивная терапия».
Умер 24 декабря 2003 года в Москве. Похоронен в Балашихе Московской области на Никольском кладбище (участок 4).
Был награждён орденом «Дружбы народов» и медалями. Удостоен нагрудного знака «Отличнику здравоохранения».